# Psammamphiporus elongatus
Psammamphiporus elongatus är en djurart som tillhör fylumet slemmaskar, och som först beskrevs av Stephenson 1911. Enligt Catalogue of Life ingår Psammamphiporus elongatus i släktet Psammamphiporus och familjen Amphiporidae, men enligt Dyntaxa är tillhörigheten istället släktet Psammamphiporus, och ordningen Hoplonemertea. Det är osäkert om arten förekommer i Sverige. Inga underarter finns listade i Catalogue of Life.